# Placidium arboreum
Placidium arboreum é uma espécie de líquen cortícola (que cresce sobre cascas de árvores) e esquamuloso (com estrutura em escamas) pertencente à família Verrucariaceae [en]. É encontrada principalmente no sudeste dos Estados Unidos, mas também ocorre em áreas do oeste e nordeste dos Estados Unidos, México, Índias Ocidentais, Argentina e Canadá. Em seu habitat, geralmente cresce na base de árvores de madeira nobre, especialmente espécies de carvalho, e ocasionalmente pode ser encontrado em outros gêneros de árvores ou sobre musgos em calcário. Seu substrato preferido é a casca de carvalhos, estabelecendo-se comumente nas fendas da casca.
Originalmente descrita como Endocarpon arboreum em 1831, Placidium arboreum passou por várias mudanças taxonômicas até receber sua classificação genérica atual em 2004. Alguns autores se referiram como Endocarpon tuckermanii, mas o nome com o epíteto específico tuckermanii é agora considerado sinônimo.

## Taxonomia
O líquen foi mencionado pela primeira vez na literatura científica como Endocarpon arboreum em uma publicação de 1831 do botânico e micologista sueco Elias Fries, que atribuiu a autoria ao botânico e micologista germano-americano Lewis David von Schweinitz. Fries escreveu sobre o líquen: "Além disso, há uma variedade, Endocarpon arboreum de Schweinitz, da América do Norte, que, por sua descrição, deveria ser incluída aqui, mas, por toda sua estrutura, parece ser uma espécie de Sticta [en] pouco desenvolvida". Fries não parece ter aceitado a espécie como válida. Além disso, como não foi fornecida uma descrição ou diagnóstico do táxon (ou seja, como um nomen nudum), o nome não foi validamente publicado de acordo com as regras de nomenclatura. O botânico americano Ezra Michener [en] publicou o táxon validamente ao incluir uma breve descrição da espécie na obra de 1853 de William Darlington, Flora Cestrica. O liquenólogo americano Bruce Fink [en] propôs a transferência para o gênero Dermatocarpon em 1910. O táxon adquiriu sua classificação genérica atual quando o liquenólogo americano James Lendemer o transferiu para o gênero Placidium em 2004. Estudos de filogenia molecular revelam que Placidium arboreum é do grupo irmão de um clado de espécies de Placidium caracterizadas por ascos cilíndricos em seus estágios iniciais de desenvolvimento.
De acordo com Lendemer, alguns autores posteriores usaram o epíteto específico tuckermanii para esta espécie (Endocarpon tuckermanii Ravenel ex Mont. foi validamente publicado por Camille Montagne em 1856). Isso ocorreu porque, em 1956, o liquenólogo americano Mason Hale [en] designou o nome Endocarpon arboreum como um nomen nudum, abrindo caminho para o uso do epíteto tuckermanii; aparentemente, ele não conhecia a publicação de Michener. Como a descrição de Michener da espécie foi publicada antes da de Montagne, ela tem prioridade [en], e os nomes (e recombinações posteriores) com o epíteto tuckermanii são considerados sinônimos.
Placidium arboreum pertence ao grupo catapirenioide com mais de 80 líquens esquamulosos dentro da família Verrucariaceae, caracterizados por possuírem esporos simples (sem septos) e não conter algas no himênio.

## Descrição

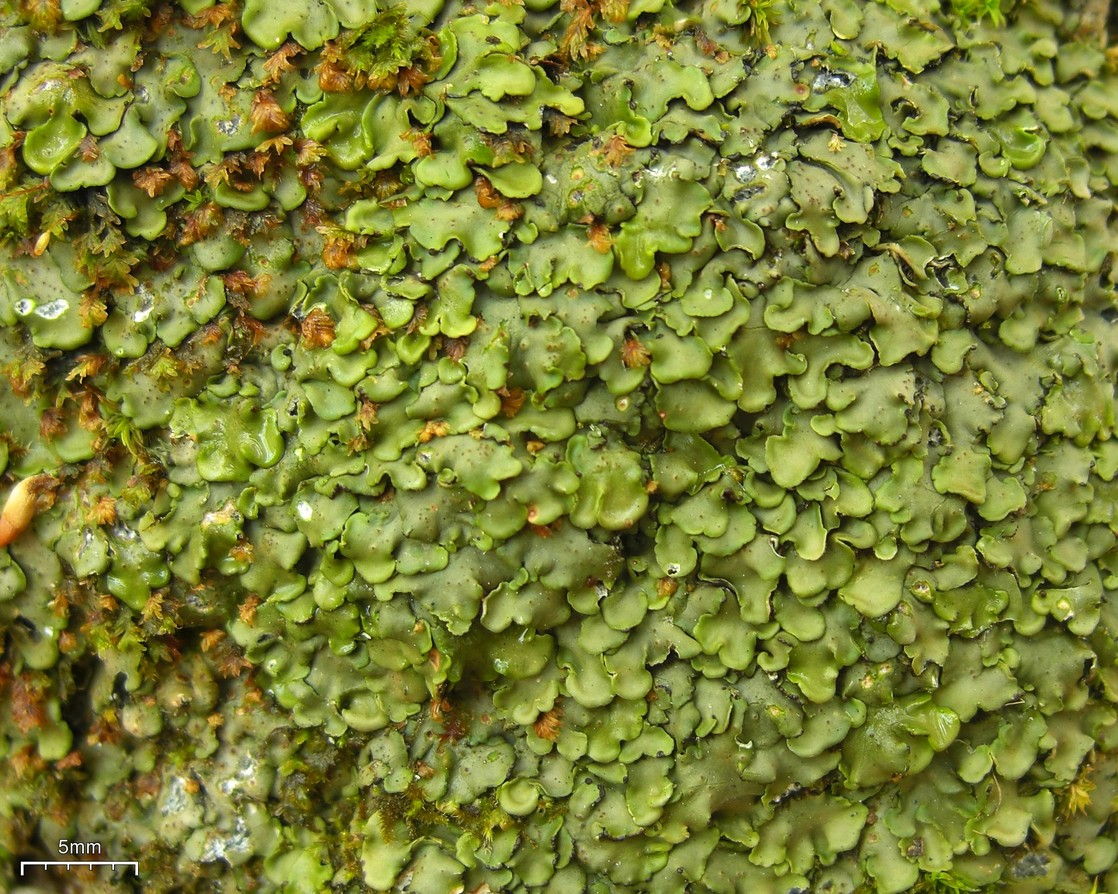
Placidium arboreum torna-se verde quando úmido.

Possui um talo esquamuloso composto por lobos arredondados individuais, geralmente medindo de 2 a 5 mm de largura, embora escamulas de até 10 mm também tenham sido relatadas. Essas escamulas são relativamente grandes e mais ou menos sobrepostas. Em um guia de campo sobre líquens do Parque Nacional das Montanhas Great Smoky, os autores destacam a singularidade da espécie devido às suas escamulas excepcionalmente grandes, o que a torna distinta e raramente confundida com outras espécies nessa região. O líquen geralmente apresenta tons de marrom e cinza, mas torna-se verde brilhante quando úmido. A medula é branca.
Peritécios marrom-escuros, em forma de pontos, estão espalhados pela superfície do talo. A parte inferior do talo é mais clara, com tufos de rizohifas que se fixam ao substrato. Todos os testes químicos padrão são negativos, e o líquen não possui produtos líquenicos conhecidos. Os esporos produzidos pelo líquen são elipsoides, com dimensões de 10–15 por 4–6 μm. O parceiro fotobionte do líquen é uma alga verde do gênero Chlorococcum.

### Espécies semelhantes
O Catapyrenium cinereum é outro líquen esquamuloso que se assemelha ao Placidium arboreum. Algumas diferenças podem ser observadas no C. cinereum: suas rizohifas marrom-escuras a pretas, a formação de um hipotalo espesso e escuro, uma superfície superior geralmente densamente pruinosa e ascos clavados (em forma de taco). Embora algumas espécies do gênero Clavascidium possam parecer semelhantes, elas são caracterizadas por rizinas específicas e/ou ascos clavados.

## Habitat e distribuição
O líquen Placidium arboreum é amplamente distribuído no sudeste dos Estados Unidos, com algumas ocorrências esparsas no oeste e nordeste do país. É raro na Califórnia, com registros em locais da Cordilheira Costeira. A distribuição na América do Norte se estende ao sul até o México. O líquen também foi encontrado nas Índias Ocidentais e registrado em Tucumán, Argentina, onde crescia em uma floresta tropical a uma altitude de 1.200 m. Em 2017, foi registrado pela primeira vez no Canadá, em algumas localidades em Ontário; é considerado uma espécie incomum nessa província.
O líquen geralmente cresce na base de árvores de madeira de lei, sendo a casca de carvalho seu substrato preferido. Foi registrado em várias espécies de carvalho: Quercus alba é um associado predominante na parte norte de sua distribuição, Quercus stellata [en] e Q. muehlenbergii [en]  ocorrem mais ao sul, enquanto Q. virginiana [en], Q. arizonica [en] e Q. douglasii [en] estão associados ao líquen nas partes sul e sudoeste de sua distribuição. Gêneros de árvores menos comumente associados ao Placidium arboreum incluem Ulmus (olmo), Fraxinus (freixo), Carya (nogueira), Platanus, Liquidambar (liquidâmbar), Acer (bordo) e Salix (salgueiro). O líquen geralmente se estabelece nas fendas da casca. Em raras ocasiões, foi registrado crescendo sobre musgos em calcário.